# Vlag van Druten

Vlag van de gemeente Druten

Vlag van Druten (1965 - 1984)

Officieuze vlag tot 1965

De vlag van Druten is op 23 februari 1984 vastgesteld als de gemeentelijke vlag van de Gelderse gemeente Druten. Aanleiding was de toevoeging van Horssen aan de gemeente. De beschrijving van de vlag luidt als volgt:
Op een zwarte broeking een aanziende gele leeuw met rode tong en nagels; de vlucht met drie banen, wit, groen en wit.
De vlag is afgeleid van het gemeentewapen. De leeuw is omgewend, wat wil zeggen dat hij niet naar de stokzijde, maar naar de vlucht is gericht.

## Eerdere vlaggen

### Vlag van 1965
Op 27 oktober 1965 had de gemeenteraad van Druten een eerdere vlag aangenomen, die als volgt kan worden beschreven:
De hoogte-lengteverhouding van de vlag bedraagt 1:2; drie banen van gelijke hoogte van wit en groen; de groene baan beladen met vier rode vijfpuntige sterren met een hoogte van de halve baan, naast elkaar gecentreerd rond het midden van de vlag geplaatst.
De sterren stellen de vier plaatsen in de toenmalige gemeente voor: Afferden, Deest, Druten en Puiflijk.

### Officieuze vlag
Voor 1965 had Druten een officieuze vlag, die als volgt kan worden beschreven:
Twee evenhoge banen van wit en groen, met een tweemaal doorsneden kanton van blauw, geel en zwart.
Deze vlag had de kleuren van het gemeentewapen, met in het kanton de Gelderse kleuren.

### Verwante afbeeldingen

Het wapen van Druten (1984)
Het wapen van Druten (1818)

Aalten ·
Apeldoorn ·
Arnhem ·
Barneveld ·
Berg en Dal ·
Berkelland ·
Beuningen ·
Bronckhorst ·
Brummen ·
Buren ·
Culemborg ·
Doesburg ·
Doetinchem ·
Druten ·
Duiven ·
Ede ·
Elburg ·
Epe ·
Ermelo ·
Harderwijk ·
Hattem ·
Heerde ·
Heumen ·
Lingewaard ·
Lochem ·
Maasdriel ·
Montferland ·
Neder-Betuwe ·
Nijkerk ·
Nijmegen ·
Nunspeet ·
Oldebroek ·
Oost Gelre ·
Oude IJsselstreek ·
Overbetuwe ·
Putten ·
Renkum ·
Rheden ·
Rozendaal ·
Scherpenzeel ·
Tiel ·
Voorst ·
Wageningen ·
West Betuwe ·
West Maas en Waal ·
Westervoort ·
Wijchen ·
Winterswijk ·
Zaltbommel ·
Zevenaar ·
Zutphen